# William Chambers Coker
Pour les articles homonymes, voir Coker.
William Chambers Coker est un botaniste américain, né le 24 octobre 1872 à Hartsville, Caroline du Sud et mort le 27 juin 1953 .